# Rubén Garabaya
Rubén Garabaya, španski rokometaš, * 15. september 1978, Avilés.
Leta 2010 je na evropskem rokometnem prvenstvu s špansko reprezentanco osvojil 6. mesto.